# Seznam ameriških igralcev (B)
Barbara Babcock - Morena Baccarin - Barbara Bach - Catherine Bach - Dian Bachar - Cheryl Bachman - Brian Backer - Jim Backus - David Bacon - Kevin Bacon - Lloyd Bacon - Michael Badalucco - Diedrich Bader - Mary Badham - Jane Badler - Max Baer mlajši - Max Baer - Parley Baer - Ross Bagdasarian - King Baggot - Marcus Bagwell - Eion Bailey - G.W. Bailey - Fay Bainter - Jimmy Baio - Scott Baio - Diora Baird - Diane Baker - Dylan Baker - Joe Don Baker - Kenny Baker (1912-1985) - Leigh-Allyn Baker - Brenda Bakke - Scott Bakula - Bob Balaban - Belinda Balaski - Adam Baldwin - Alec Baldwin - Peter Baldwin - Stephen Baldwin - William Baldwin - Eric Balfour - Fairuza Balk - Lucille Ball - Alimi Ballard - Kaye Ballard - Anne Bancroft (Anna Maria Louisa Italiano) - George Bancroft (igralec) - Reggie Banister - Tallulah Bankhead - Elizabeth Banks - Jonathan Banks - Steven Banks - Vilma Banky - Josette Banzet - Theda Bara - Adrienne Barbeau - Andrea Barber - Lisa Barbuscia - Judith Barcroft - Arija Bareikis - Lynn Bari - Lex Barker - Ellen Barkin - Christopher Daniel Barnes - Charlie Barnett (igralec) - Etta Moten Barnett - Bruce Baron - Roseanne Barr - Paul Barresi - Majel Barrett - Wendy Barrie - Barbara Barrie - Dana Barron - Henry A. Barrows - Diana Barrymore - Drew Barrymore - John Drew Barrymore - Judith Barsi - Paul Bartel - Harry Bartell - Justin Bartha - Richard Barthelmess - Bonnie Bartlett - Mischa Barton - Steve Barton - Skye McCole Bartusiak - Billy Barty - Richard Basehart - Grof Basie - Kim Basinger - Angela Bassett - Hezekiah Linthicum Bateman - Jason Bateman - Justine Bateman - Sidney Frances Bateman - Kathy Bates - Randall Batinkoff - Jaime Lyn Bauer - Steven Bauer - Frances Bavier - Anne Baxter - Arlene Baxter - Meredith Baxter - Warner Baxter - Michael Beach - Jennifer Beals - Orson Bean - Maria Beatty - Ned Beatty - Warren Beatty - Trace Beaulieu - Hugh Beaumont - Bobby Beausoleil - Garcelle Beauvais - Julian Beck - Kimberly Beck - Scotty Beckett - Brice Beckham - Irene Bedard - Bonnie Bedelia - Noah Beery mlajši - Ed Begley - Ed Begley mlajši - Jason Behr - Shari Belafonte - Catherine Bell - Drake Bell - Kristen Bell - Lake Bell - Marshall Bell - Michael Bell - Madge Bellamy - Camilla Belle - Maria Bello - Robert Beltran - James Belushi - John Belushi - Richard Belzer - Ben Shenkman - Paul Ben-Victor - Bea Benaderet - Robert Benchley - William Bendix - Dirk Benedict - Bruce Bennett - Constance Bennett - Jimmy Bennett - Joan Bennett - Amber Benson - Robby Benson - Wes Bentley - Barbi Benton - Julie Benz - John Beradino - Tom Berenger - Marisa Berenson - Justin Berfield - Lorne Berfield - Gertrude Berg - Carmen Berg - Peter Berg - Candice Bergen - Edgar Bergen - Jaime Bergman - Mary Kay Bergman - Xander Berkeley - Elizabeth Berkley - Milton Berle - Andy Berman - Shelley Berman - Carlos Bernard - Crystal Bernard - Harry Bernard - Corbin Bernsen - Halle Berry - Ken Berry - Michael Berryman - Valerie Bertinelli - Marcheline Bertrand - James Best - Angela Bettis - Carl Betz - Leslie Bevis - Tanya Beyer - Richard Beymer - Jello Biafra - Mayim Bialik - Charles Bickford - Michael Biehn - Jessica Biel - Ramon Bieri - Craig Bierko - Jason Biggs - Richard Biggs - Nicole Bilderback - Barbara Billingsley - John Billingsley - Rachel Bilson - Bing Russell - Traci Bingham - Thora Birch - Billie Bird - Ed Bishop - Joey Bishop - Whit Bissell - Josie Bissett - Bill Bixby - Nadia Bjorlin - Alex Black - Jack Black (igralec) - Shane Black - Tony Black - Joan Blackman - Suzanne Blackmer - Linda Blair - Selma Blair - Amanda Blake - Madge Blake - Robert Blake (igralec) - Susan Blakely - Jolene Blalock - Mel Blanc - Terence Blanchard - Clara Blandick - Sally Blane - Billy Blanks - Alexis Bledel - Yasmine Bleeth - Billy Bletcher - Corbin Bleu - Dan Blocker - Joan Blondell - Marc Blucas - Larry Blyden - Ann Blyth - Eleanor Boardman - Tina Bockrath - Earl Boen - Peter Bogdanovich - Francis Boggs - Ray Bolger - Joseph Bologna - Matthew Bomer - Danny Bonaduce - Julian Bond - Tommy Bond - Ward Bond - Beulah Bondi - Frank Bonner - Gillian Bonner - Sonny Bono - Brian Bonsall - Jessica Boone - Pat Boone - Richard Boone - Mika Boorem - Connie Booth - Edwina Booth - Powers Boothe - Sting (rokoborec) - David Boreanaz - George A. Borgman - Matt Borlenghi - Alex Borstein - Johnny Yong Bosch - Philip Bosco - Tom Bosley - Rachel Boston - Barry Bostwick - Brian Bosworth - Kate Bosworth - Katherine Anna Bosworth - Timothy Bottoms - Caprice Bourret - Julie Bovasso - Linda Bove - Clara Bow - Dorris Bowdon - Julie Bowen - Roger Bowen - Lee Bowman - Bruce Boxleitner - Cayden Boyd - Jenna Boyd - Jimmy Boyd - Stephen Boyd - William Boyd (igralec) - Bill 'Cowboy Rambler' Boyd - Karen Boyer - Katy Boyer - Lara Flynn Boyle - Lisa Boyle - Peter Boyle - Eddie Bracken - Bradford Tatum - Jesse Bradford - Terry Bradshaw - Alice Brady - Zach Braff - Neville Brand - Jonathan Brandis - Marlon Brando - Michael Brandon - Brandi Brandt - Laura Branigan - Hugh Brannum - Dominick Brascia - Brat Pack - Benjamin Bratt - Andre Braugher - Deanne Bray - Thom Bray - Lucille Bremer - Brennan Brown - Eileen Brennan - John G. Brennan - Walter Brennan - Amy Brenneman - Evelyn Brent - Abigail Breslin - Spencer Breslin - Jordana Brewster - Paget Brewster - Brian Reddy - Angelica Bridges - Beau Bridges - Chloe Bridges - Jeff Bridges - Jordan Bridges - Lloyd Bridges - Charlie Brill - Fran Brill - Ashlie Brillault - Cynthia Brimhall - Wilford Brimley - Christie Brinkley - Lorenzo Brino - Myrinda Brino - Nikolas Brino - Zachary Brino - Don Briscoe - Tiffany Brissette - Deem Bristow - Connie Britton - Eloise Broady - Bill Brochtrup - Gladys Brockwell - Beth Broderick - Steve Brodie (igralec) - Adam Brody - Adrien Brody - James Brolin - Josh Brolin - J. Edward Bromberg - Betty Bronson - Charles Bronson - Albert Brooks - Avery Brooks - Cindy Brooks - Conrad Brooks - Deanna Brooks - Golden Brooks - Louise Brooks - Mehcad Brooks - Randy Brooks - Richard Brooks (igralec) - Edward Brophy - Kevin Brophy - Ben Browder - Barry Brown - Blair Brown - Clancy Brown - Horace G. Brown - Jim Brown - Johnny Mack Brown - Julie Brown - Timothy Brown (igralec) - W. Earl Brown - Kale Browne - Virginia Bruce - Agnes Bruckner - Chelsea Brummet - Billi Bruno - Ellen Bry - Peter James Bryant - Larry Bryggman - Edgar Buchanan - Jack Buetel - Sandra Bullock - Brooke Bundy - John Bunny - Sonny Bupp - Cody Burger - Neil Burgess (komik) - Gary Burghoff - Richard Burgi - Billie Burke - Delta Burke - Carol Burnett - Smiley Burnette - Brooke Burns - George Burns - Jere Burns - Marilyn Burns - Raymond Burr - Hedy Burress - Ellen Burstyn - David Burtka - LeVar Burton - Adam Busch - Gary Busey - Jake Busey - Timothy Busfield - Sophia Bush - Akosua Busia - Paul Butcher (igralec) - Dick Butkus - Brett Butler (komik) - Cher Butler - Dan Butler - Red Buttons - Pat Buttram - Sarah Buxton - Ruth Buzzi - Amanda Bynes - Jim Byrnes - 